# ملكة جمال الكون 1966
ملكة جمال الكون 1966 هي مسابقة ملكة جمال الكون الخامسة عشر في تاريخ مسابقة ملكة جمال الكون منذ انطلاقتها عام 1952، عقدت المسابقة في 16 يوليو 1966 في قاعة ميامي بيتش في ميامي بيتش ، فلوريدا، الولايات المتحدة. في نهاية الحدث توجت مارغريتا أرفيدسون من السويد ملكة جمال الكون لعام 1966 من قبل ملكة جمال الكون السابقة أباسرا هونغساكون من تايلاند.

## النتائج

### المراكز النهائية
| النتائج النهائية     | المتنافسة |
| -------------------- | --- |
| ملكة جمال الكون 1966 | - السويد - مارغريتا أرفيدسون |

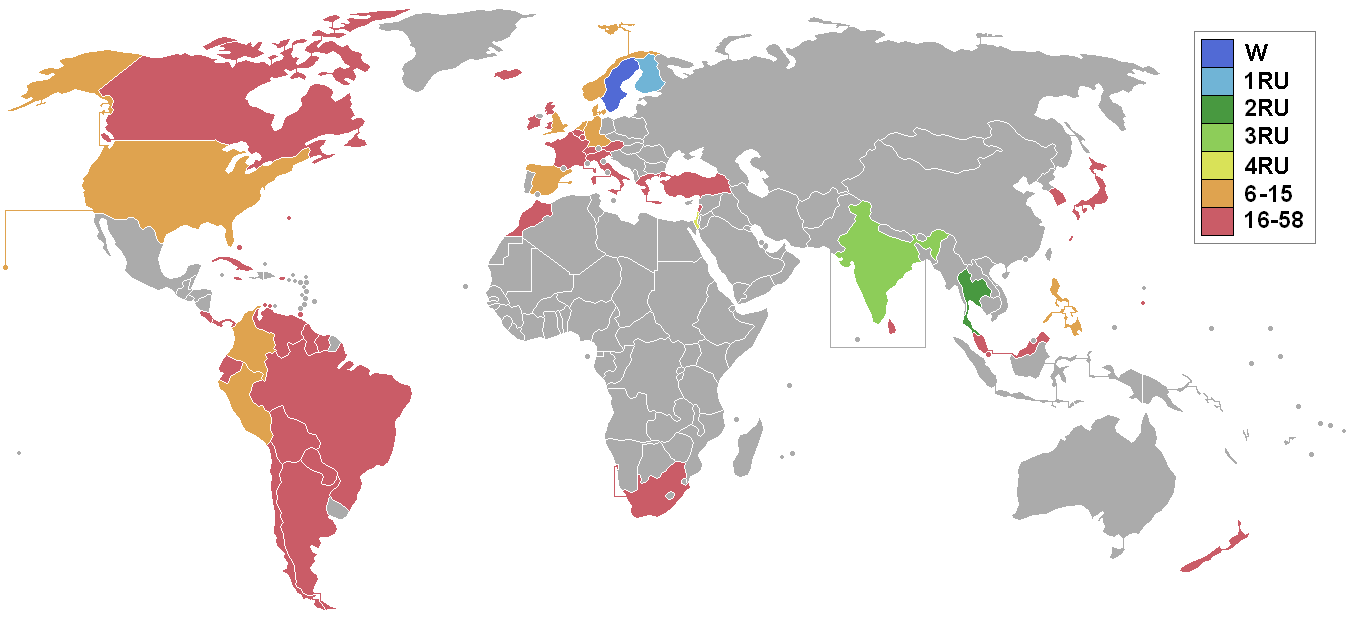
الدول المشاركة والنتائج مسابقة ملكة جمال الكون 1966

| الوصيفة الأولى       | - فنلندا - ساتو تشارلوتا أوسترينج |
| الوصيفة الثانية      | - تايلاند - شيراناند سيفتاناند |
| الوصيفة الثالثة      | - الهند - ياسمين داجي |
| الوصيفة الرابعة      | - إسرائيل - أفيفا إسرائيلي |
| أفضل 15              | - كولومبيا - إدنا رود لوسينا - الدنمارك - جيتي فلينرت - إنجلترا - جانيس وايتمان - ألمانيا - ماريون هاينريش - هولندا - مارجو دومين - النرويج - سيري غرو نيلسون - بيرو - مادلين هارتوغ-بيل - الفلبين - ماريا كلاريندا سوريانو - أسبانيا - باكيتا توريس - الولايات المتحدة - ماريا ريميني |

## المتسابقات
- الأرجنتين - إلبا بياتريس باسو
- أروبا - ساندرا فانغ
- النمسا - ريناتي يولتشيك
- البهاما - ساندرا زوي جاريت
- بلجيكا - ميريل دي مان
- برمودا - ماري كلاريسا تروت
- بوليفيا - ماريا إلينا بوردا
- البرازيل - أنا كريستينا ريدزي
- كندا - مارجوري آن سكوفيلد
- سيلان - لورين روزماليكوك
- تشيلي - ستيلا دوناج روبرتس
- كولومبيا - إدنا رود لوسينا
- كوستاريكا - ستيلا دوناج روبرتس
- كوبا - ليسبيا موريتا
- كوراكاو - إليزابيث سانشيز
- الدنمارك - جيتي فلينرت
- الإكوادور - مارثا سيسيليا أندرادي ألومينيا
- إنجلترا - جانيس وايتمان
- فنلندا - ساتو تشارلوتا أوسترينج
- فرنسا - ميشيل بول
- ألمانيا - ماريون هاينريش
- اليونان - كاتيا بالافوتا
- غوام - باربرا جان بيريز
- غيانا - ابيتا فان سوليتمان
- هولندا - مارجو دومين
- آيسلندا - إرلا تراوستادوتير
- الهند - ياسمين داجي
- جمهورية أيرلندا - غلاديس والر
- إسرائيل - أفيفا إسرائيلي
- إيطاليا - باولا بوسالينو
- جامايكا - بيفرلي سافوري
- اليابان - أتسومي إيكينو
- لبنان - يولا جورج حرب
- لوكسمبورغ - جيجي أنتينوري
- ماليزيا - هيلين لي
- المغرب - جويل ليساج
- نيوزيلندا - هيذر جيتينجس
- النرويج - سيري غرو نيلسون
- أوكيناوا - يونكو كيان
- بنما - دينيس بروس
- باراغواي - ميرتا مارتينيز ساروبي
- بيرو - مادلين هارتوغ-بيل
- الفلبين - ماريا كلاريندا سوريانو
- بورتوريكو - كارول باراجاداس
- اسكتلندا - ليندا آن ليس
- سنغافورة - مارجريت فان ميل
- جنوب أفريقيا - لين كارول دي جاجر
- كوريا الجنوبية - يون غوي يونغ
- إسبانيا - باكيتا توريس
- سورينام - جويس ماجدا ليسنر
- السويد - مارغريتا أرفيدسون
- سويسرا - هيدي فريك
- تايلاند - شيراناند سيفتاناند
- ترينيداد وتوباغو - كاثلين هاريس
- تركيا - نيلجون أرسلانر
- الولايات المتحدة - ماريا ريميني
- فنزويلا - ماغالي كاسترو
- ويلز - كريستين هيلر

## الروابط الخارجية
- موقع ملكة جمال الكون الرسمي